# 江井ヶ嶋酒造

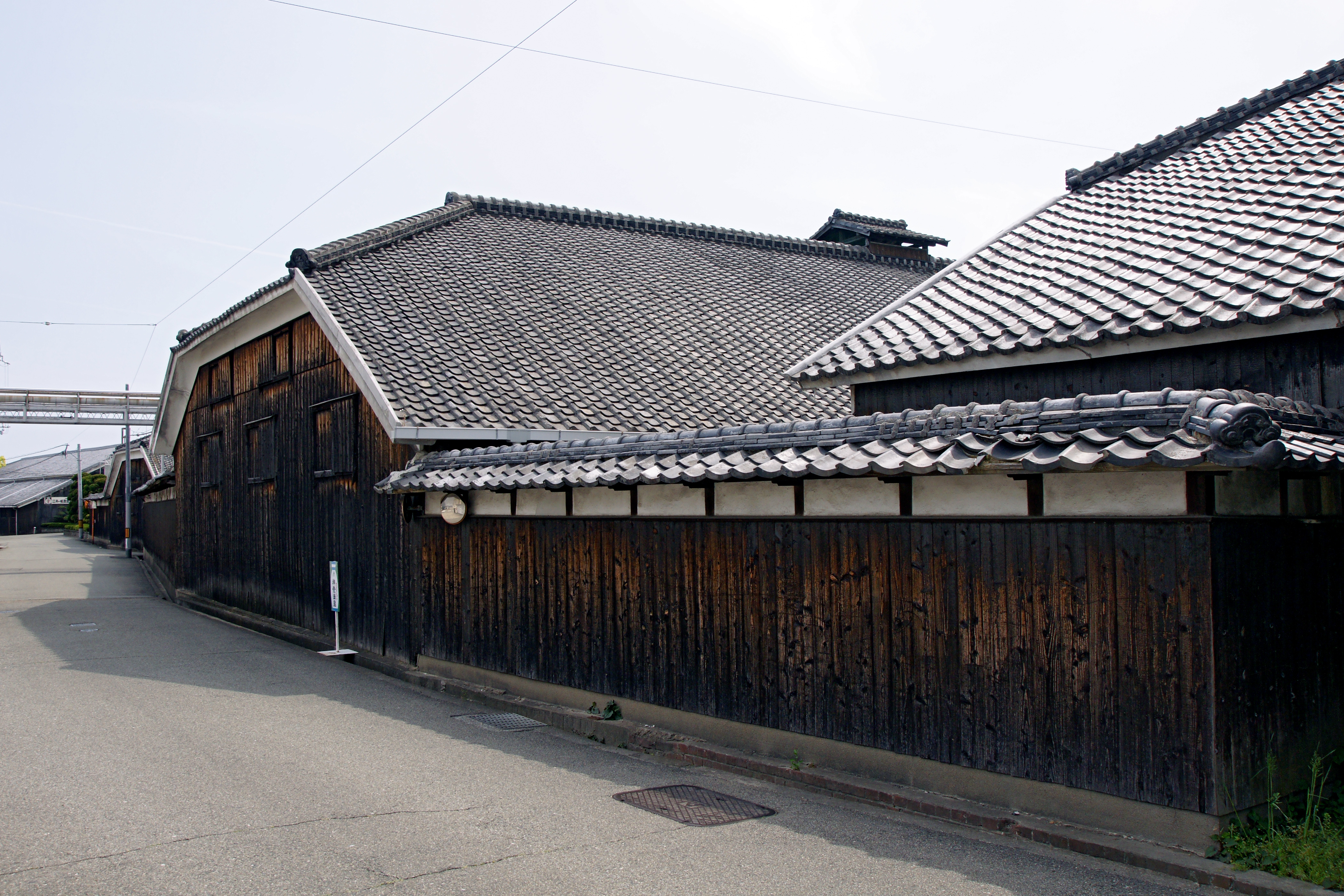
本社工場

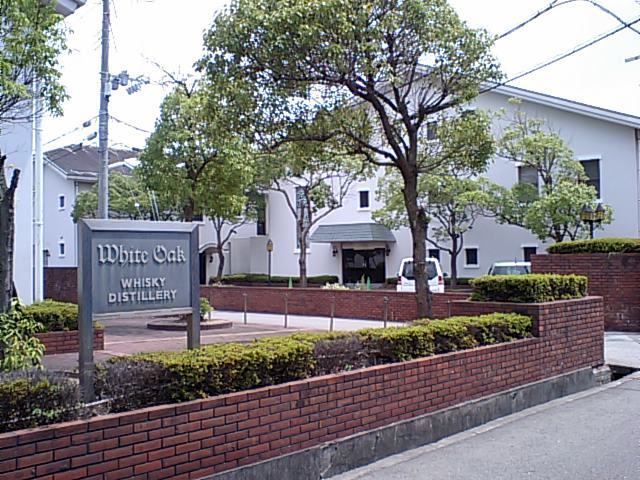
社屋

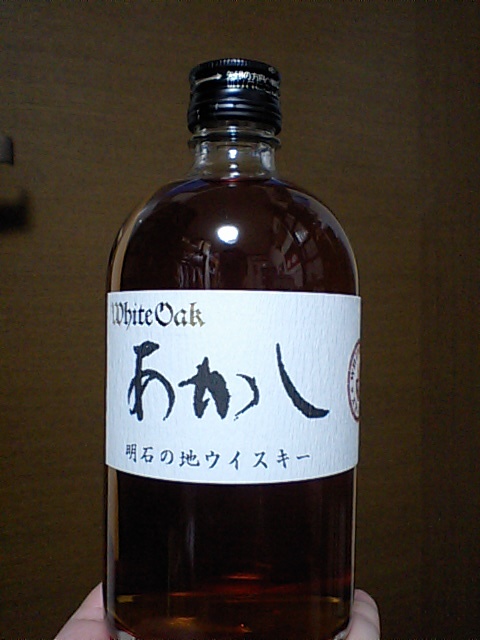
製品 ウイスキー「あかし」

江井ヶ嶋酒造株式会社（えいがしましゅぞう）は兵庫県明石市大久保町に本社を置く日本の酒類メーカーである。
清酒「神鷹」の醸造元として知られる。一方でシングルモルトウイスキー「あかし」、ブレンデッドウイスキー「ホワイトオークウィスキー」や「シャルマンブランデー」「シャルマンワイン」などの洋酒も製造している。

## 概要
播磨平野の良質な米と水に恵まれていた明石では、江戸時代初期より灘五郷の影響を受けて、西部方面で酒造りが盛んに行われていた。その中でも、旧家卜部家5代目の卜部八兵衛の弟卜部兵吉が、独立して自ら酒造業を営むようになり事業を拡大させた。当時はまだ資本主義の創成期にあった日本では模造品の横行が著しかった。日本酒も例外ではなく、有名酒のラベルのみを瓶に貼り付けた模造品が数知れず出回った為、同社は先んじて現在の日本酒の容器である一升瓶の製造工場を造り、模造品の出荷を抑えることに成功したことでも知られている。従来から「日本酒メーカーは、日本酒のみをつくるにあらず」という思考を持ち続けており、蒸留工場を完成させ「ホワイトオーク」ウイスキー、「シャルマンブランデー」といった洋酒部門にも進出。日本国内でも珍しく、同じ敷地内で7つの木造蔵を所有しており、現在もなおそれぞれが別の役割を持って7つの蔵すべてが使用されている。

## 沿革
- 1888年（明治21年）- 江井ヶ嶋酒造を設立。
- 1889年（明治22年）- 一番蔵竣工。昔は清酒造りで使用されていたが、現在は清酒以外の酒類を製造している。
- 1889年（明治22年） - 四番蔵竣工。醗酵を終えた醪（もろみ）をしぼる蔵。しぼり機で原酒と酒粕に分ける。
- 1891年（明治24年）- 二番蔵竣工。焼酎、ウイスキーを貯蔵する蔵。貯蔵熟成に適した木造蔵。
- 1894年（明治27年）- 「百合正宗」を商標登録。
- 1895年（明治28年）- 「神鷹」を商標登録。
- 1896年（明治29年）- 三番蔵竣工。清酒を貯蔵する。しぼった原酒を熟成させるため、蔵で貯蔵する。
- 1899年（明治32年） - 現在の日本酒の容器である一升瓶の製造工場を造る。
- 1910年（明治43年）- 五番蔵竣工。清酒の仕込みを行う蔵。 四季醸造（年間醸造）は行わず、酒造りに適している冬の時期に仕込みを行う。
- 1918年（大正7年）- 六番蔵竣工。清酒とみりんの貯蔵蔵。平成9年に放送された、NHK朝の連続テレビドラマ「甘辛しゃん」のロケ地にもなった。
- 1919年（大正8年）- ウィスキー蒸留工場が完成。
- 1959年（昭和34年）- 七番蔵竣工。竣工清酒を貯蔵する蔵（冷房貯蔵蔵）。
- 1963年（昭和38年）- 山梨県北杜市にワイナリーが竣工。「シャルマンワイン」を発売[5]。
- 1981年（昭和56年）- 大分酒造株式会社の事業を継承し、大分県に醸造所を開設。
- 2007年（平成19年）3月 - 大分県の醸造所を閉鎖。同機能は明石へ移管。引き続き「大和魂」「福寿天泉」などの麦焼酎を製造。

## その他
- 1952年（昭和27年）、明石でキャンプ中だった巨人軍の水原監督以下、多くの選手が工場に招待され「神鷹」の利き酒を楽しんだ。そのお礼として、当時の選手全員によるサインが寄贈されており、同社の資料館に保存されている。（工場見学の際に見ることが可能）
- 同社のウイスキー事業については、1919年（大正8年）にウイスキー製造免許を取得し、同年「ホワイトオーク」が発売されているが、これは壽屋（現・サントリー）が1923年（大正12年）に大阪府と京都府の間に位置する山崎蒸留所を竣工するよりも早く、また1919年の時点で同社蒸留所にはポットスチルも無かったことから、一体どのようにして生産されていたのか、謎の部分も大きい[6]。
- 長年に渡り、西日本旅客鉄道山陽本線明石駅の駅前に、同社の清酒「神鷹」のネオンサインが設置されていたことで知られる。このネオンサインは2013年の明石駅前再開発事業に伴い、撤去されて現存しない[7]。

## 受賞歴
全国新酒鑑評会
- 「神鷹」金賞受賞 - 2017年（平成29酒造年度）[8]。
- 「神鷹大吟醸35」金賞受賞 -2018年（平成30酒造年度）[9]。

## 見学会
同社では不定期開催(週一回程度、午後2時－)で予約制の見学ツアーを催行している。一時は新型コロナウィルス感染症のため休止していたが、2022年7月14日から再開された。